# Shadow Warrior
Shadow Warrior is een computerspel ontwikkeld door 3D Realms en uitgegeven door GT Interactive voor DOS. De first-person shooter is uitgekomen op 12 september 1997.

## Plot/Verhaal
Lo Wang is een beveiliger voor Zilla Enterprises. Echter, het bedrijf is door haar grote macht corrupt geraakt. Master Zilla wil Japan veroveren met wezens uit de onderwereld. Lo Wang komt achter het kwaadaardige plan en besluit om te vertrekken. Master Zilla realiseert zich dat Lo Wang een bedreiging vormt voor zijn plannen en stuurt de monsters op hem af.

## Spel
Het spel is een schietspel, vergelijkbaar met Duke Nukem 3D. Men speelt als Lo Wang door levels met monsters die hij moet zien te verslaan. Naast het schieten zijn er ook enkele puzzels die men moet oplossen om door te kunnen gaan.
Shadow Warrior was destijds een ambitieus spel, met vele mogelijkheden die pas later in andere shooters hun weg vonden.

## Uitbreidingen
Er zijn twee uitbreidingspakketten verschenen:
- Twin Dragon, uitgebracht op 4 juli 1998. Voegt extra spelinhoud toe, waaronder de broer van Lo Wang, 13 extra levels, en een nieuwe eindbaas.
- Wanton Destruction, uitgebracht op 22 maart 2004. Voegt 12 extra levels toe, nieuwe grafische elementen, en een nieuwe eindstrijd met Master Zilla.

## Ontvangst
Het spel ontving gemengde recensies maar spelers waren over het algemeen positief. Men prees de nieuwe mogelijkheden en het levelontwerp. Kritiek was er op het middelmatige niveau van het spel.